# Théorème de Wick
Le théorème de Wick, du nom de Gian Carlo Wick, est un outil particulièrement important de la physique statistique, dans la mesure où il permet de calculer des valeurs moyennes d'observables compliquées, par exemple des corrélations ou des interactions à plusieurs particules, en transformant ces moyennes en produit de moyennes d'observables plus simples.

## Généralités
Il existe plusieurs formulations du théorème de Wick, plus ou moins bien adaptées aux différents contextes/formalismes de calcul utilisés en physique. Dans cet article nous discutons une version quantique du théorème et de sa preuve, exprimée dans le formalisme de la seconde quantification pour une température quelconque. Les calculs sont volontairement détaillés, et vont sembler lourds à certains lecteurs, cependant ils doivent permettre à une majorité de personnes intéressées par le théorème de Wick de refaire la démonstration.
Les objets que nous manipulerons sont des opérateurs {\displaystyle a_{i}^{+}} et {\displaystyle a_{i}} qui respectivement créent ou détruisent une particule dans un état quantique {\displaystyle i} lorsqu'ils agissent sur un espace de Fock, de bosons ou de fermions. Ce sont les opérateurs de création/annihilation de particule. Dans ce formalisme de la seconde quantification, toutes les observables usuelles (tous les opérateurs) peuvent être exprimés en termes de ces opérateurs, par des produits d'un certain nombre de ces {\displaystyle a_{i}^{(+)}}. Si on considère une collection {\displaystyle \left\{A_{1},A_{2},...,A_{m}\right\}}, où chaque {\displaystyle A_{j}} est une combinaison linéaire des opérateurs {\displaystyle a_{i}^{(+)}} précédents, et qu'on nomme {\displaystyle H} le hamiltonien du système, alors la moyenne statistique de l'opérateur \ {\displaystyle A_{1}.A_{2}.} {\displaystyle ....} {\displaystyle .A_{m}}\ est donnée par :
{\displaystyle \left\langle A_{1}.A_{2}......A_{m}\right\rangle _{H}={\frac {Tr\left[A_{1}.A_{2}......A_{m}.e^{-\beta H}\right]}{Tr\left[.e^{-\beta H}\right]}}} équation (1)
où les traces sont prises sur tous les états du système, et où {\displaystyle \beta =1/(k_{Boltzmann}T)}.
Le théorème de Wick affirme que si le hamiltonien est quadratique, alors
{\displaystyle \left\langle A_{1}.A_{2}......A_{m}\right\rangle _{H}=\sum \left(\pm 1\right)^{P(\sigma )}\left\langle A_{i_{1}}A_{i_{2}}\right\rangle _{H}\left\langle A_{i_{3}}A_{i_{4}}\right\rangle _{H}...\left\langle A_{i_{m-1}}A_{i_{m}}\right\rangle _{H}} équation (2)
où la somme est effectuée sur toutes les manières différentes d'apparier les opérateurs initiaux, en conservant au sein de chaque paire le produit d'opérateurs l'ordre dans lequel ils apparaissaient dans la séquence initiale (par exemple, si on couple {\displaystyle A_{4}} et {\displaystyle A_{9}} alors pour le facteur correspondant on écrira {\displaystyle \left\langle A_{4}A_{9}\right\rangle _{H}}, mais si on couple {\displaystyle A_{4}} et {\displaystyle A_{1}} alors pour le facteur correspondant on écrira {\displaystyle \left\langle A_{1}A_{4}\right\rangle _{H}}). Le terme {\displaystyle \left(\pm 1\right)^{P(\sigma )}} vaut toujours {\displaystyle +1} pour des bosons, et pour des fermions il dépend de la parité de la permutation {\displaystyle \sigma } qui permet de passer de l'ordre {\displaystyle 1,2,3,...m} à l'ordre {\displaystyle i_{1},i_{2},i_{3},...i_{m}}.
Dès lors que le hamiltonien est quadratique, ce théorème est valable dans une immense majorité des situations que l'on rencontre. La preuve complète que nous donnons s'appuie sur la possibilité de diagonaliser un hamiltonien quadratique à l'aide des transformations de Bogoliubov, ce qui est toujours possible dans tous les cas pour des fermions, mais requiert pour des bosons que la matrice hamiltonienne soit positive. Nous ne conclurons donc pas sur la validité du théorème de Wick pour des bosons dont la matrice hamiltonienne n'est pas positive. Cependant, ce cas n'a pas généralement de réalité physique dans la mesure où cette situation correspond à des énergies propres du système qui ne sont pas réelles.

## Preuve du théorème de Wick

### Diagonalisation du hamiltonien
Nous considérons un hamiltonien quadratique. Quelle que soit sa forme initiale, qui satisfasse les conditions évoquées dans le paragraphe précédent, par une transformation de Bogoliubov on peut exprimer ce hamiltonien de la manière suivante :
{\displaystyle H=\sum \limits _{j=1}^{N}H_{j}+H_{0}}
avec {\displaystyle H_{0}} une constante, c'est-à-dire indépendante des opérateurs de création annihilation, et {\displaystyle H_{j}=\varepsilon _{j}b_{j}^{+}b_{j}} avec {\displaystyle b_{j}^{+}}, {\displaystyle b_{j}}, de nouveaux opérateurs création annihilation qui satisfont les mêmes relations de commutation que les {\displaystyle a_{i}^{(+)}} à savoir {\displaystyle \left[b_{i},b_{j}^{+}\right]_{\pm }=b_{i}.b_{j}^{+}\mp b_{j}^{+}.b_{i}=1} si {\displaystyle i=j} et {\displaystyle 0} sinon. Le signe du haut dans les "{\displaystyle \pm }" réfère aux bosons et celui du bas aux fermions. {\displaystyle H_{j}=\varepsilon _{j}n_{j}} où {\displaystyle \varepsilon _{j}} est l'énergie d'un état quantique {\displaystyle j} et {\displaystyle n_{j}=b_{j}^{+}b_{j}} le nombre de particules dans cet état. Ce nombre de particules est un entier positif quelconque pour un système de bosons, et vaut 0 ou 1 pour un système de fermions en raison du principe d'exclusion de Pauli qui interdit à deux fermions de se trouver dans le même état quantique. Avec ce hamiltonien, les Traces matricielles de la relation (1) sont tout simplement des sommes sur toutes les valeurs possibles de chacun des nombres {\displaystyle n_{j}} :
{\displaystyle Tr\equiv \sum \limits _{n_{1}}\sum \limits _{n_{2}}...\sum \limits _{n_{N}}}
Or {\displaystyle e^{-\beta H}=e^{-\beta \sum \limits _{j}\varepsilon _{j}n_{j}}e^{-\beta H_{0}}}, et la constante {\displaystyle e^{-\beta H_{0}}} étant indépendante des {\displaystyle n_{j}} on va pouvoir la factoriser au numérateur et au dénominateur et donc se simplifier dans le calcul des valeurs moyennes de type (1). On a donc {\displaystyle \left\langle ...\right\rangle _{H}=\left\langle ...\right\rangle _{H-H_{0}}} et on peut donc limiter notre démonstration au hamiltonien {\displaystyle H=\sum \limits _{j=1}^{N}\varepsilon _{j}b_{j}^{+}b_{j}}.

### Linéarité
Les deux membres de l'équation (2) sont linéaires vis-à-vis de chacun des opérateurs {\displaystyle A_{j}}. En effet, pour deux constantes {\displaystyle \lambda } et {\displaystyle \mu } complexes et deux opérateurs {\displaystyle A_{j}} et {\displaystyle A_{j}^{\prime }} on a pour le membre de gauche de (2) :
{\displaystyle \left\langle A_{1}.A_{2}..(\lambda A_{j}+\mu A_{j}^{\prime })....A_{m}\right\rangle _{H}}
{\displaystyle =\left\langle A_{1}.A_{2}...\lambda A_{j}....A_{m}\right\rangle _{H}+\left\langle A_{1}.A_{2}...\mu A_{j}^{\prime }....A_{m}\right\rangle _{H}}
{\displaystyle =\lambda \left\langle A_{1}.A_{2}...A_{j}....A_{m}\right\rangle _{H}+\mu \left\langle A_{1}.A_{2}...A_{j}^{\prime }....A_{m}\right\rangle _{H}}.
Pour le membre de droite, on peut appliquer ce même calcul à chacune des valeurs moyennes à deux opérateurs faisant apparaître {\displaystyle A_{j}}. Or chacun des termes de la somme sur tous les appariements possibles possède un et un seul facteur (moyenne de deux opérateurs) faisant apparaître {\displaystyle A_{j}}.\ Donc tous les facteurs de chaque terme sauf un restent inchangés, et celui qui n'est pas inchangé se développe linéairement comme ci-dessus :
{\displaystyle \left\langle .,.\right\rangle \left\langle .,.\right\rangle ....\left\langle \lambda A_{j}+\mu A_{j}^{\prime },.\right\rangle .....\left\langle .,.\right\rangle =\lambda \left\langle .,.\right\rangle \left\langle .,.\right\rangle ....\left\langle A_{j},.\right\rangle .....\left\langle .,.\right\rangle +\mu \left\langle .,.\right\rangle \left\langle .,.\right\rangle ....\left\langle A_{j}^{\prime },.\right\rangle ....\left\langle .,.\right\rangle }
et donc, comme ceci est valable pour tous les termes, le somme au second membre de l'équation (2) est linéaire vis-à-vis de chacun des opérateurs {\displaystyle A_{j}}.
En conséquence, si le théorème de Wick est valable pour un choix particulier d'opérateurs {\displaystyle A_{j}}, il sera valable pour toutes les combinaisons linéaires de ces opérateurs.
On démontrera donc le théorème seulement dans le cas où tous les {\displaystyle A_{j}} sont du type soit {\displaystyle b_{i}} soit {\displaystyle b_{i}^{+}}, et seront donc notés {\displaystyle B_{j}}.

### Cas triviaux
Considérons que la séquence {\displaystyle \left\{B_{1},B_{2},...,B_{m}\right\}}, qui ne contient que des {\displaystyle b_{i}} et {\displaystyle b_{i}^{+}}, contienne un nombre différent d'opérateurs création et annihilation pour au moins un état {\displaystyle k} (un nombre de {\displaystyle b_{k}} et de {\displaystyle b_{k}^{+}} différent).
On a alors :
{\displaystyle Tr\left[B_{1}.B_{2}......B_{m}.e^{-\beta H}\right]}
{\displaystyle =Tr\left[\sum \limits _{p=0}^{\infty }{\frac {(-\beta )^{p}}{p!}}B_{1}.B_{2}......B_{m}.(\sum \limits _{j=1}^{N}\varepsilon _{j}b_{j}^{+}b_{j})^{p}\right]}
{\displaystyle =Tr\left[\sum \limits _{p=0}^{\infty }{\frac {(-\beta )^{p}}{p!}}B_{1}.B_{2}......B_{m}.\sum \limits _{k_{i}/\sum k_{i}=p}^{N}{\frac {p!}{k_{1}!k_{2}!...k_{N}!}}(\varepsilon _{1}b_{1}^{+}b_{1})^{k_{1}}(\varepsilon _{2}b_{2}^{+}b_{2})^{k_{2}}...(\varepsilon _{N}b_{N}^{+}b_{N})^{k_{N}}\right]}
{\displaystyle =\sum \limits _{p=0}^{\infty }\left[\sum \limits _{k_{i}/\sum k_{i}=p}^{N}{\frac {(-\beta )^{p}\varepsilon _{1}{}^{k_{1}}\varepsilon _{2}{}^{k_{2}}...\varepsilon _{N}{}^{k_{N}}}{k_{1}!k_{2}!...k_{N}!}}Tr\left[B_{1}.B_{2}......B_{m}(b_{1}^{+}b_{1})^{k_{1}}(b_{2}^{+}b_{2})^{k_{2}}...(b_{N}^{+}b_{N})^{k_{N}}\right]\right]}.
Remarquons que, les opérateurs {\displaystyle (b_{1}^{+}b_{1})^{k_{1}}(b_{2}^{+}b_{2})^{k_{2}}...(b_{N}^{+}b_{N})^{k_{N}}} possédant autant d'opérateurs annihilation que d'opérateurs création dans chaque état quantique {\displaystyle j=1..N}, chaque terme {\displaystyle B_{1}.B_{2}......B_{m}(b_{1}^{+}b_{1})^{k_{1}}(b_{2}^{+}b_{2})^{k_{2}}...(b_{N}^{+}b_{N})^{k_{N}}}
possède un nombre différent d'opérateurs dans l'état {\displaystyle k}.
Les traces du type
{\displaystyle Tr\left[B_{1}.B_{2}......B_{m}(b_{1}^{+}b_{1})^{k_{1}}(b_{2}^{+}b_{2})^{k_{2}}...(b_{N}^{+}b_{N})^{k_{N}}\right]} étant indépendantes de la base choisie pour exprimer l'opérateur, on peut exprimer ces traces dans la base canonique de l'espace de Fock des bosons ou des fermions.\ Les états de cette base (orthonormée) sont les {\displaystyle \Psi =\left\vert n_{1},n_{2}...n_{N}\right\rangle }, où les {\displaystyle n_{j}} sont les nombres de particules dans un état individuel {\displaystyle j} donné. On a alors :
{\displaystyle Tr\left[B_{1}.B_{2}......B_{m}(b_{1}^{+}b_{1})^{k_{1}}(b_{2}^{+}b_{2})^{k_{2}}...(b_{N}^{+}b_{N})^{k_{N}}\right]}
{\displaystyle =\sum \limits _{\left\{n_{j}\right\}}\left\langle n_{1},n_{2}...n_{N}\right\vert B_{1}B_{2}......B_{m}(b_{1}^{+}b_{1})^{k_{1}}(b_{2}^{+}b_{2})^{k_{2}}...(b_{N}^{+}b_{N})^{k_{N}}\left\vert n_{1},n_{2}...n_{N}\right\rangle }
Or {\displaystyle (b_{1}^{+}b_{1})^{k_{1}}(b_{2}^{+}b_{2})^{k_{2}}...(b_{N}^{+}b_{N})^{k_{N}}} conservant le nombre de particules dans chaque état individuel, {\displaystyle (b_{1}^{+}b_{1})^{k_{1}}(b_{2}^{+}b_{2})^{k_{2}}...(b_{N}^{+}b_{N})^{k_{N}}\left\vert n_{1},n_{2}...n_{N}\right\rangle } est proportionnel à {\displaystyle \left\vert n_{1},n_{2}...n_{N}\right\rangle }.\ À l'inverse, {\displaystyle B_{1}B_{2}......B_{m}} ne conserve pas le nombre de particules dans l'état {\displaystyle k} car il possède un nombre différents d'opérateurs ({\displaystyle b_{k}^{+}}) qui créent une particule dans l'état {\displaystyle k} que d'opérateurs ({\displaystyle b_{k}}) qui en détruisent une dans cet état. Par conséquent \ {\displaystyle B_{1}B_{2}......B_{m}(b_{1}^{+}b_{1})^{k_{1}}(b_{2}^{+}b_{2})^{k_{2}}...(b_{N}^{+}b_{N})^{k_{N}}\left\vert n_{1},n_{2}...n_{k}...n_{N}\right\rangle } est \ proportionnel à {\displaystyle \left\vert n_{1},n_{2}...n_{k}^{\prime }...n_{N}\right\rangle } avec {\displaystyle n_{k}\neq n_{k}^{\prime }}, et il en résulte que chaque terme de la
somme précédente est proportionnel à {\displaystyle \left\langle n_{1},n_{2}...n_{k}...n_{N}\right\vert \left\vert n_{1},n_{2}...n_{k}^{\prime }...n_{N}\right\rangle } qui est nul car les états correspondant à des nombres d'occupation différents sont orthogonaux.
On en conclut donc que toutes les valeurs moyennes de produits d'opérateur création et annihilation sont nulles, exception faite des celles dont le produit d'opérateurs possèdent exactement le même nombre d'opérateurs {\displaystyle b_{j}^{+}} et {\displaystyle b_{j}} pour chaque état {\displaystyle j}. Mais revenons donc au théorème de Wick, et étudions le cas où la condition de non nullité n'est pas respectée pour la moyenne du membre de gauche de l'équation (2). À gauche, on a donc 0. car il existe au moins un opérateur {\displaystyle b_{k}} (resp.{\displaystyle b_{k}^{+}}) qui n'est pas accompagné de {\displaystyle b_{k}^{+}} (resp. {\displaystyle b_{k}}) dans la séquence {\displaystyle \left\{B_{1},B_{2},...,B_{m}\right\}}. Or, dans le membre de droite, en appliquant le même résultat on constate que si une paire n'est pas du type {\displaystyle (b_{j},b_{j}^{+})}, alors pour cette paire la valeur moyenne à deux opérateurs est nulle, et donc le produit de facteur dans lequel cette paire apparaît est nul aussi. Dans la somme sur toutes les paires, il ne reste alors comme contributions non triviales que les produits
dans lesquels TOUTES les paires sont du type {\displaystyle (b_{j},b_{j}^{+})}. Or, étant donné qu'il existe un état pour lequel les nombres de {\displaystyle b_{k}} et de {\displaystyle b_{k}^{+}} sont différents, cette condition ne pourra être réalisée pour aucun choix particulier d'appariement, et tous les termes de la somme seront nuls. Dans ce cas, le théorème de Wick est donc vérifié, mais n'apporte aucune information dans la mesure ou il se contente d'affirmer {\displaystyle 0=0}.
Le théorème ne revêt un intérêt que si, dans la séquence initiale, chaque état est représenté par le même
nombre d'opérateurs création et annihilation.

### Cas particuliers non triviaux
On considère dans ce paragraphe que tous les opérateurs {\displaystyle A_{j}} apparaissant dans le produit dont on veut calculer la moyenne sont des opérateurs création, annihilation, en nombre égal, et surtout se référant AU MÊME état individuel {\displaystyle k}. On choisit de plus l'ordre de la séquence initiale dans lequel tous les opérateurs de création au début, et tous les opérateurs d'annihilation à la fin.
On cherche donc à montrer le théorème de Wick pour des moyennes du type {\displaystyle \left\langle (b_{k}^{+})^{p}(b_{k})^{p}\right\rangle _{H}}.
Dans ce paragraphe, tous les opérateurs se référant au même état {\displaystyle k}, on omettra l'indice {\displaystyle k}. Les indices présents ici désigneront la position d'un opérateur dans la séquence initiale : {\displaystyle b_{i}^{+}} (resp.\ {\displaystyle b_{i}}) sera l'opérateur création (resp.annihilation) qui occupe la ième place dans la séquence initiale. On cherche donc à vérifier
{\displaystyle \left\langle b_{1}^{+}b_{2}^{+}....b_{p}^{+}b_{1}b_{2}...b_{p}\right\rangle _{H}=\sum \left(\pm 1\right)^{P(\sigma )}\left\langle b_{i_{1}}^{+}b_{i_{2}}^{+}\right\rangle _{H}...\left\langle b_{i_{p}}b_{i_{p}}\right\rangle _{H}} (équation (3)).

#### Fermions
Commençons par étudier le cas de fermions : pour {\displaystyle p=1}, on a pour le membre de gauche de (3) {\displaystyle \left\langle b^{+}b\right\rangle _{H}}, et pour le membre de droite il existe une seule paire qui conserve l'ordre initial des opérateurs, et c'est {\displaystyle b^{+}}, {\displaystyle b} : le membre de droite donne
alors aussi {\displaystyle \left\langle b^{+}b\right\rangle _{H}} et le théorème de Wick est vérifié pour {\displaystyle p=1}.
Pour {\displaystyle p\geq 2}, étant donné que {\displaystyle b^{2}=0} (on ne peut pas détruire deux fermions se trouvant dans le même état : ils ne peuvent pas y être à deux puisque ce sont des fermions), le membre de gauche est forcément nul :
{\displaystyle \ \left\langle b_{1}^{+}b_{2}^{+}....b_{p}^{+}b_{1}b_{2}...b_{p-1}b_{p}\right\rangle _{H}=0}.
Pour cette séquence d'opérateurs {\displaystyle \left\{b_{1}^{+}b_{2}^{+}....b_{p}^{+}b_{1}b_{2}...b_{p}\right\}}, les seuls termes de la somme au membre droit de l'équation (3) qui sont non nuls sont, d'après les résultats du paragraphe précédent, les termes qui font intervenir exclusivement des produits {\displaystyle \left\langle b^{+}b\right\rangle _{H}} ou {\displaystyle \left\langle bb^{+}\right\rangle _{H}}, mais comme on doit respecter l'ordre initial au sein de chaque paire, dans chaque paire l'opérateur {\displaystyle b^{+}} apparaitra en premier. On a donc
{\displaystyle \sum \left(-1\right)^{P(\sigma )}\left\langle b_{i_{1}}^{+}b_{i_{2}}^{+}\right\rangle _{H}...\left\langle b_{i_{p}}b_{i_{p}}\right\rangle _{H}=\sum \left(-1\right)^{P(\sigma )}\left\langle b_{_{1}}^{+}b_{i_{1}}\right\rangle _{H}\left\langle b_{_{2}}^{+}b_{i_{2}}\right\rangle _{H}...\left\langle b_{p}^{+}b_{i_{p}}\right\rangle _{H}}
où, rappelons le, les indices {\displaystyle \left\{1,2...p\right\}} représentent l'ordre dans lequel apparaissent les opérateurs création/annihilation dans la séquence initiale, et les indices {\displaystyle \left\{i_{1},...i_{p}\right\}} représentent les différentes manières d'apparier (prendre {\displaystyle i_{1}=4} par exemple revient à apparier le premier opérateur création de la séquence initiale avec le 4e opérateur annihilation.... Chaque terme de la somme est égal à {\displaystyle \left(-1\right)^{P(\sigma )}\left(\left\langle b^{+}b\right\rangle _{H}\right)^{p}}, où {\displaystyle \sigma } est la permutation qui permet de passer de l'ordre {\displaystyle b_{1}^{+}b_{2}^{+}....b_{p}^{+}b_{1}b_{2}...b_{p-1}b_{p}} à l'ordre {\displaystyle b_{_{1}}^{+}b_{i_{1}}b_{_{2}}^{+}b_{i_{2}}...b_{p}^{+}b_{i_{p}}}. Remarquons que toutes les permutations sur lesquelles on somme peuvent se décomposer en deux permutations : la permutation {\displaystyle \sigma _{0}} qui passe de l'ordre initial à l'ordre {\displaystyle b_{_{1}}^{+}b_{1}b_{_{2}}^{+}b_{2}...b_{p}^{+}b_{p}}, et la permutation {\displaystyle \sigma ^{\prime }} qui dépend elle du terme considéré dans la somme, et dont l'action
est d'échanger les indices des opérateurs {\displaystyle b}, passant donc de {\displaystyle b_{_{1}}^{+}b_{1}b_{_{2}}^{+}b_{2}...b_{p}^{+}b_{p}} à {\displaystyle b_{_{1}}^{+}b_{i_{1}}b_{_{2}}^{+}b_{i_{2}}...b_{p}^{+}b_{i_{p}}}. La somme court sur toutes les valeurs qu'on peut donner aux indices {\displaystyle i_{j}}, c'est donc une somme sur toutes les manières de permuter les indices {\displaystyle \left\{1,2...p\right\}} des opérateurs {\displaystyle b} de la séquence initiale. Il existe donc {\displaystyle p!} termes dans cette somme, et ayant {\displaystyle p\geq 2}, {\displaystyle p!} est un multiple de {\displaystyle 2} et donc un nombre pair. On a alors
{\displaystyle \sum \left(-1\right)^{P(\sigma )}\left\langle b_{i_{1}}^{+}b_{i_{2}}^{+}\right\rangle _{H}...\left\langle b_{i_{p}}b_{i_{p}}\right\rangle _{H}}
{\displaystyle =\left(\left\langle b^{+}b\right\rangle _{H}\right)^{p}\sum \left(-1\right)^{P(\sigma )}}
{\displaystyle =\left(\left\langle b^{+}b\right\rangle _{H}\right)^{p}\sum \left(-1\right)^{P(\sigma _{0})+P(\sigma ^{\prime })}}
{\displaystyle =\left(\left\langle b^{+}b\right\rangle _{H}\right)^{p}\left(-1\right)^{P(\sigma _{0})}\sum \left(-1\right)^{P(\sigma ^{\prime })}}
On remarque enfin que permuter deux opérateurs {\displaystyle b_{i_{j}}} sur {\displaystyle b_{_{1}}^{+}b_{i_{1}}b_{_{2}}^{+}b_{i_{2}}...b_{p}^{+}b_{i_{p}}} demande 3 permutations élémentaires des indices, ce qui correspond à un facteur (-1) entre les deux termes correspondants de la somme : en
groupant toutes les permutations {\displaystyle \sigma ^{\prime }} deux par deux, de manière qu'un seul couple d'indices soit modifié entre les deux permutations, on obtient que la somme des {\displaystyle \left(-1\right)^{P(\sigma ^{\prime })}} est nulle pour chacun des couples de permutations. Dès lors qu'il existe un nombre pair de permutations, c'est-à-dire dès lors que {\displaystyle p!} est divisible par 2 ce qui est le cas pour tout {\displaystyle p\geq 2}, la somme totale du membre de droite de l'équation (3) est donc nulle pour
les fermions, et le théorème de Wick est vérifié pour cet ordre particulier (les {\displaystyle b^{+}} en début de séquence et les {\displaystyle b} à la fin) d'un nombre quelconque d'opérateurs se référant au même état.

#### Bosons
Le raisonnement que l'on a effectué pour calculer le membre droit de l'équation (3) pour des fermions s'applique aussi aux bosons, à la différence que la parité des permutations n'intervient plus : le signe est le même pour tous les termes de la somme et on a
{\displaystyle \sum \left(+1\right)^{P(\sigma )}\left\langle b_{i_{1}}^{+}b_{i_{2}}^{+}\right\rangle _{H}...\left\langle b_{i_{p}}b_{i_{p}}\right\rangle _{H}=p!\left(\left\langle b^{+}b\right\rangle _{H}\right)^{p}}
Pour le membre de gauche, on utilise le fait que les opérateurs {\displaystyle b_{i}} et {\displaystyle b_{j}} pris à deux positions différentes dans la séquence initiale commutent on peut écrire :
{\displaystyle \left\langle b_{1}^{+}b_{2}^{+}....b_{p}^{+}b_{1}b_{2}...b_{p-1}b_{p}\right\rangle _{H}=\left\langle b_{1}^{+}b_{2}^{+}....b_{p}^{+}b_{p}b_{1}b_{2}...b_{p-1}\right\rangle _{H}}
D'autre part, {\displaystyle b_{i}^{+}b_{p}=b_{p}b_{i}^{+}-1} car, rappelons le, les indices ne sont ici que des indicateurs de position, tous les {\displaystyle b} et {\displaystyle b^{+}} de la séquence initiale se réfèrent au même état quantique. D'où :
{\displaystyle \left\langle b_{1}^{+}b_{2}^{+}....b_{p}^{+}b_{p}b_{1}b_{2}...b_{p-1}\right\rangle _{H}}
{\displaystyle =\left\langle b_{1}^{+}b_{2}^{+}....b_{p-1}^{+}b_{p}b_{p}^{+}b_{1}...b_{p-1}\right\rangle _{H}-\left\langle b_{1}^{+}b_{2}^{+}....b_{p-1}^{+}b_{1}b_{2}...b_{p-1}\right\rangle _{H}}
et donc
{\displaystyle \left\langle (b^{+})^{p}b^{p}\right\rangle _{H}}
{\displaystyle =\left\langle (b^{+})^{p-1}bb^{+}b^{p-1}\right\rangle _{H}-\left\langle (b^{+})^{p-1}b^{p-1}\right\rangle _{H}}
En commutant alors dans l'équation précédente l'opérateur {\displaystyle b} que l'on déplace avec tous les {\displaystyle b^{+}}, on peut le ramener en "première position" et on obtient :
{\displaystyle \left\langle b^{+}{}^{p}b^{p}\right\rangle _{H}=\ \left\langle bb^{+}{}^{p}b^{p-1}\right\rangle _{H}-p\ \left\langle b^{+}{}^{p-1}b^{p-1}\right\rangle _{H}} (équation (4)).
Regardons plus attentivement le premier terme du membre de droite :
{\displaystyle \left\langle bb^{+}{}^{p}b^{p-1}\right\rangle _{H}}
{\displaystyle ={\frac {Tr\left[bb^{+}{}^{p}b^{p-1}e^{-\beta H}\right]}{Tr\left[.e^{-\beta H}\right]}}}
{\displaystyle ={\frac {\sum \limits _{\left\{n_{j}\right\}}bb^{+}{}^{p}b^{p-1}e^{-\beta \sum \limits _{{\acute {e}}tats-j}\varepsilon _{j}n_{j}}}{\sum \limits _{\left\{n_{j}\right\}}e^{-\beta \sum \limits _{{\acute {e}}tats-j}\varepsilon _{j}n_{j}}}}}
L'opérateur {\displaystyle b^{(+)}} se référant à un état donné, on peut sortir {\displaystyle bb^{+}{}^{p}b^{p-1}} de la somme sur tous les états, et on a donc :
{\displaystyle \left\langle bb^{+}{}^{p}b^{p-1}\right\rangle _{H}}
{\displaystyle ={\frac {\sum \limits _{\left\{n_{j\neq k}\right\}}e^{-\beta \sum \limits _{{\acute {e}}tats-j\neq k}\varepsilon _{j}n_{j}}\sum \limits _{\left\{n_{k}\right\}}bb^{+}{}^{p}b^{p-1}e^{-\beta \varepsilon _{k}n_{k}}}{\sum \limits _{\left\{n_{j}\right\}}e^{-\beta \sum \limits _{{\acute {e}}tats-j}\varepsilon _{j}n_{j}}}}}
{\displaystyle ={\frac {Tr\left[bb^{+}{}^{p}b^{p-1}e^{-\beta \varepsilon _{k}b^{+}{}b}\right]}{Tr\left[e^{-\beta \varepsilon _{k}b^{+}{}b}\right]}}}
{\displaystyle ={\frac {Tr\left[b^{+}{}^{p}b^{p-1}e^{-\beta \varepsilon _{k}b^{+}{}b}b\right]}{Tr\left[e^{-\beta \varepsilon _{kj}b^{+}{}b}\right]}}} (par invariance cyclique de la trace).
Or {\displaystyle (\varepsilon _{k}b^{+}{}b)b=\varepsilon _{k}bb^{+}b-\varepsilon _{k}b=b(\varepsilon _{k}b^{+}b-\varepsilon _{k})} et donc {\displaystyle (\varepsilon _{k}b^{+}{}b)^{n}b=b(\varepsilon _{k}b^{+}b-\varepsilon _{k})^{n}}
pour tout entier {\displaystyle n}. On a alors :
{\displaystyle e^{-\beta \varepsilon _{k}b^{+}{}b}b}
{\displaystyle =\sum \limits _{n=0}^{\infty }{\frac {\left(-\beta \right)^{n}}{n!}}(\varepsilon _{k}b^{+}{}b)^{n}b=b\sum \limits _{n=0}^{\infty }{\frac {\left(-\beta \right)^{n}}{n!}}(\varepsilon _{k}b^{+}b-\varepsilon _{k})^{n}}
{\displaystyle =be^{-\beta (\varepsilon _{k}b^{+}b-\varepsilon _{k})}=be^{\beta \varepsilon _{k}}e^{-\beta \varepsilon _{k}b^{+}{}b}}
Par conséquent, on a
{\displaystyle \left\langle bb^{+}{}^{p}b^{p-1}\right\rangle _{H}={\frac {Tr\left[b^{+}{}^{p}b^{p}e^{\beta \varepsilon _{k}}e^{-\beta \varepsilon _{k}b^{+}{}b}\right]}{Tr\left[e^{-\beta \varepsilon _{kj}b^{+}{}b}\right]}}=e^{\beta \varepsilon _{k}}\left\langle b^{+}{}^{p}b^{p}\right\rangle _{H}}
En reportant ce résultat dans l'équation (4) on aboutit à
{\displaystyle \left\langle b^{+}{}^{p}b^{p}\right\rangle _{H}={\frac {-p\left\langle b^{+}{}^{p-1}b^{p-1}\right\rangle _{H}}{1-e^{\beta \varepsilon _{k}}}}={\frac {p\left\langle b^{+}{}^{p-1}b^{p-1}\right\rangle _{H}}{e^{\beta \varepsilon _{k}}-1}},}
et par récurrence il résulte :
{\displaystyle \left\langle b^{+}{}^{p}b^{p}\right\rangle _{H}={\frac {p!\ \left\langle b^{+}{}b\right\rangle _{H}}{\left(e^{\beta \varepsilon _{k}}-1\right)^{p-1}}}.}
Le terme {\displaystyle \left\langle b^{+}{}b\right\rangle _{H}} se calcule directement d'après sa définition
{\displaystyle \left\langle b^{+}{}b\right\rangle _{H}={\frac {Tr\left[b^{+}{}be^{\beta \varepsilon _{k}}e^{-\beta \varepsilon _{k}b^{+}{}b}\right]}{Tr\left[e^{-\beta \varepsilon _{kj}b^{+}{}b}\right]}}=-{\frac {\partial }{\partial (\beta \varepsilon _{k})}}\left[\sum \limits _{n_{k}=0}^{\infty }e^{-\beta \varepsilon _{kj}n_{k}}\right]={\frac {1}{\left(e^{\beta \varepsilon _{k}}-1\right)}}}
d'où on tire
{\displaystyle \left\langle b^{+}{}^{p}b^{p}\right\rangle _{H}=p!\ \left\langle b^{+}{}b\right\rangle _{H}^{p}}
On retrouve l'expression obtenue en calculant le deuxième membre de la formule de Wick : le théorème est donc vérifié pour cet ensemble ordonné d'opérateurs création annihilation, pour les bosons également.
Pour conclure cette section, nous avons démontré que pour des bosons et des fermions et pour tout entier {\displaystyle p}:
{\displaystyle \left\langle b^{+}{}^{p}b^{p}\right\rangle _{H}=\sum \left(\pm 1\right)^{P(\sigma )}\left\langle b_{i_{1}}^{+}b_{i_{2}}^{+}\right\rangle _{H}...\left\langle b_{i_{p}}b_{i_{p}}\right\rangle _{H}}

### Changement de l'ordre des opérateurs
On démontre dans cette section que si le théorème de Wick est vérifié pour un produit de {\displaystyle m=2p} opérateurs référant au même état {\displaystyle k}, et vérifié aussi pour tous les ordres pour un produit de {\displaystyle m=2(p-1)} \ opérateurs référant à {\displaystyle k}, alors il est vérifié pour tous les ordres pour le produit de {\displaystyle 2p} opérateurs. Étant donné que pour {\displaystyle p=0}, le théorème est vérifié ({\displaystyle \left\langle b^{+0}b^{0}\right\rangle _{H}=1} et la somme au second membre se limite à un seul terme égal à 1), et que l'on a vu que pour {\displaystyle p=1} il est vérifié pour l'ordre {\displaystyle b^{+}}, {\displaystyle b}, alors par récurrence le théorème sera vérifié pour tous les ordres d'un produit quelconque d'opérateurs référant au même état.
Le calcul de la section précédente nous a permis de démontrer que pour tout produit non trivial de {\displaystyle m=2p} opérateurs de type {\displaystyle b_{k}^{(+)}}, il existait au moins un ordre initial des opérateurs pour lequel le théorème de Wick est valable (l'ordre en question est « toutes les créations devant, les annihilations derrière ») . Considérons maintenant un ordre quelconque de ces opérateurs, référant toujours au même état {\displaystyle k.} On veut donc calculer {\displaystyle \left\langle bb^{+}b^{+}b...bb^{+}b\right\rangle _{H}}, moyenne du produit de {\displaystyle 2p} opérateurs. On part alors de l'ordre {\displaystyle \left\langle b^{+}{}^{p}b^{p}\right\rangle _{H}} et on permute les opérateurs pour construire l'ordre quelconque recherché. Lors ce des permutations, on
est amené à faire des opérations de deux types, à savoir permuter des opérateurs de même type (deux création ou deux annihilation), donc qui commutent ou anticommutent, et permuter un opérateur création et un annihilation.

#### Permutation de deux opérateurs identiques
On suppose qu'à la nième étape de notre processus de multiples permutations, le théorème de Wick est vérifié (rang initial OK, car on part d'un ordre pour lequel Wick est vérifié). On a alors :
{\displaystyle \left\langle bb^{+}b^{+}b.....b_{1}b_{2}..bb^{+}b\right\rangle _{H}=\sum \left(\pm 1\right)^{P(\sigma )}\left\langle {}\right\rangle _{H}...\left\langle {}\right\rangle _{H}}
Dans cette expression on permute {\displaystyle b_{1}} et {\displaystyle b_{2}} au membre de gauche sans toucher au membre de droite. On a :
{\displaystyle \left\langle bb^{+}b^{+}b.....b_{2}b_{1}..bb^{+}b\right\rangle _{H}}
{\displaystyle =(\pm 1)\left\langle bb^{+}b^{+}b.....b_{1}b_{2}..bb^{+}b\right\rangle _{H}}
{\displaystyle =(\pm 1)\sum \left(\pm 1\right)^{P(\sigma )}\left\langle ,\right\rangle _{H}...\left\langle ,\right\rangle _{H},}
où le signe de chaque terme de la somme {\displaystyle \left(\pm 1\right)^{P(\sigma )}} est lié à la parité de la permutation nécessaire pour construire l'ordre des opérateurs dans les produits de valeurs moyennes à deux opérateurs EN PARTANT DE l'ordre initial {\displaystyle bb^{+}b^{+}b.....b_{1}b_{2}..bb^{+}b}. Or pour obtenir un état ordre donné en partant de {\displaystyle bb^{+}b^{+}b.....b_{2}b_{1}..bb^{+}b}, il faut faire une permutation de plus (ou de moins) qu'en partant de {\displaystyle bb^{+}b^{+}b.....b_{1}b_{2}..bb^{+}b}. En notant {\displaystyle \sigma ^{\prime }}la permutation qui permette d'avoir l'ordre donné en partant de {\displaystyle bb^{+}b^{+}b.....b_{2}b_{1}..bb^{+}b}, on a alors {\displaystyle \left(\pm 1\right)^{P(\sigma )}=\left(\pm 1\right)^{P(\sigma ^{\prime })+1}} et donc {\displaystyle \left\langle bb^{+}b^{+}b.....b_{2}b_{1}..bb^{+}b\right\rangle _{H}=(\pm 1)\sum \left(\pm 1\right)^{P(\sigma ^{\prime })+1}\left\langle ,\right\rangle _{H}...\left\langle ,\right\rangle _{H}=\sum \left(\pm 1\right)^{P(\sigma ^{\prime })}\left\langle ,\right\rangle _{H}...\left\langle ,\right\rangle _{H}} : le théorème de Wick est donc vérifié pour ce nouvel ordre.

#### Permutation d'un opérateur création et annihilation
On suppose qu'à une étape donnée du processus des permutations on doive permuter {\displaystyle b} et {\displaystyle b^{+}}, et qu'avant cette étape le théorème est vérifié. On a alors
{\displaystyle \left\langle bb^{+}b^{+}b.....b_{2}^{+}b_{1}..bb^{+}b\right\rangle _{H}=\sum \left(\pm 1\right)^{P(\sigma )}\left\langle ,\right\rangle _{H}...\left\langle ,\right\rangle _{H}}
Or
{\displaystyle \left\langle bb^{+}b^{+}b.....b_{1}b_{2}^{+}..bb^{+}b\right\rangle _{H}}
{\displaystyle =\pm \left\langle bb^{+}b^{+}b.....b_{2}^{+}b_{1}..bb^{+}b\right\rangle _{H}+\left\langle bb^{+}b^{+}b.....1..bb^{+}b\right\rangle _{H}}
{\displaystyle =\pm \sum \left(\pm 1\right)^{P(\sigma _{2p})}\left\langle ,\right\rangle _{H}...\left\langle ,\right\rangle _{H}+\left\langle bb^{+}b^{+}b.....1..bb^{+}b\right\rangle _{H}} (relation ({\displaystyle \alpha }))
où {\displaystyle \sigma _{2p}} est la permutation de {\displaystyle 2p} opérateurs qui conduise de l'ordre {\displaystyle bb^{+}b^{+}b.....b_{2}^{+}b_{1}..bb^{+}b} à l'ordre d'apparition des opérateurs dans le terme en question de la somme, et où le deuxième terme est une moyenne faisant intervenir un
produit de {\displaystyle 2(p-1)} opérateurs. Cette somme étant sur tous les appariements possibles des opérateurs initiaux, on sépare les contributions dans lesquelles les éléments que l'on permute, {\displaystyle b_{2}^{+}b_{1}}, sont appariés, et les contributions où ils sont séparés. Pour ces dernières contributions, on remarque
que {\displaystyle \pm \left(\pm 1\right)^{P(\sigma _{2p})}} n'est rien d'autre que {\displaystyle \left(\pm 1\right)^{P(\sigma _{2p}^{\prime })}} où {\displaystyle \sigma _{2p}^{\prime }} est la permutation qui permette d'aboutir à l'ordre des opérateurs dans le terme en partant de {\displaystyle bb^{+}b^{+}b.....b_{1}b_{2}^{+}..bb^{+}b} et non plus de {\displaystyle bb^{+}b^{+}b.....b_{2}^{+}b_{1}..bb^{+}b}. Ces termes sont donc ceux du membre
droit de la formule de Wick qui ne contiennent pas la paire {\displaystyle b_{2}^{+}b_{1}} pour le nouvel ordre {\displaystyle bb^{+}b^{+}b.....b_{1}b_{2}^{+}..bb^{+}b}.
Les contributions dans lesquelles les éléments que l'on permute, {\displaystyle b_{2}^{+}b_{1}}, sont de la forme
{\displaystyle \pm \sum \left(\pm 1\right)^{P(\sigma _{2p})}\left\langle ,\right\rangle _{H}..\left\langle b_{2}^{+}b_{1}\right\rangle _{H}....\left\langle ,\right\rangle _{H}}
{\displaystyle =\sum \left(\pm 1\right)^{P(\sigma _{2p})}\left\langle ,\right\rangle _{H}..\left\langle b_{1}b_{2}^{+}-1\right\rangle _{H}....\left\langle ,\right\rangle _{H}}
{\displaystyle =\sum \left(\pm 1\right)^{P(\sigma _{2p})}\left\langle ,\right\rangle _{H}..\left\langle b_{1}b_{2}^{+}\right\rangle _{H}....\left\langle ,\right\rangle _{H}}
{\displaystyle -\sum \left(\pm 1\right)^{P(\sigma _{2p})}\left\langle ,\right\rangle _{H}..1....\left\langle ,\right\rangle _{H}} (relation ({\displaystyle \beta })).
Or il faut autant de permutations pour aboutir à l'ordre {\displaystyle \left\langle ,\right\rangle _{H}..\left\langle b_{2}^{+}b_{1}\right\rangle _{H}....\left\langle ,\right\rangle _{H}} en partant de {\displaystyle bb^{+}b^{+}b.....b_{2}^{+}b_{1}..bb^{+}b} que de permutations pour obtenir {\displaystyle \left\langle ,\right\rangle _{H}..\left\langle b_{1}b_{2}^{+}\right\rangle _{H}....\left\langle ,\right\rangle _{H}} en partant de {\displaystyle bb^{+}b^{+}b.....b_{1}b_{2}^{+}..bb^{+}b} : le coefficient {\displaystyle \left(\pm 1\right)^{P(\sigma _{2p})}} est donc le bon coefficient pour que le premier terme de l'équation précédente soit le terme correct pour la formule de Wick en partant du nouvel ordre.\ En reportant {\displaystyle (\beta )} dans {\displaystyle (\alpha )}, on obtient que le théorème de Wick est vérifié pour le nouvel ordre des opérateurs si et seulement si
{\displaystyle \left\langle bb^{+}b^{+}b.....1..bb^{+}b\right\rangle _{H}=\sum \left(\pm 1\right)^{P(\sigma _{2p})}\left\langle ,\right\rangle _{H}..1....\left\langle ,\right\rangle _{H}\ } (relation ({\displaystyle \gamma }))
Or par hypothèse de récurrence, pour tous les ordres d'un produit de {\displaystyle 2(p-1)} opérateurs comme c'est le cas ci-dessus, le théorème de Wick est vérifié, et donc {\displaystyle \left\langle bb^{+}b^{+}b.....1..bb^{+}b\right\rangle _{H}=\sum \left(\pm 1\right)^{P(\sigma _{2(p-1)})}\left\langle ,\right\rangle _{H}..1....\left\langle ,\right\rangle _{H}}, où {\displaystyle \sigma _{2(p-1)}} est la permutation qui amène les opérateurs dans l'ordre {\displaystyle \left\langle ,\right\rangle _{H}..1....\left\langle ,\right\rangle _{H}} en partant de {\displaystyle bb^{+}b^{+}b.....1..bb^{+}b}. Cette permutation est exactement la même que celle, que l'on avait noté {\displaystyle \sigma _{2p}}, qui amène les opérateurs dans l'ordre {\displaystyle \left\langle ,\right\rangle _{H}..\left\langle b_{2}^{+}b_{1}\right\rangle ....\left\langle ,\right\rangle _{H}} en partant de {\displaystyle bb^{+}b^{+}b.....b_{2}^{+}b_{1}..bb^{+}b}. Par conséquent {\displaystyle \sigma _{2p}=\sigma _{2(p-1)}} et la relation {\displaystyle (\gamma )} est donc vérifiée.
En conclusion pour cette section, pour peu que le théorème soit vérifié pour un produit de {\displaystyle 2(p-1)} opérateurs dans tous les ordres, et pour un produit de {\displaystyle 2p} opérateurs dans un ordre donné,
on a montré qu'il l'est alors pour un produit de {\displaystyle 2p} opérateurs dans n'importe quel ordre. Étant donnés les résultats pour {\displaystyle p=0,1} et les résultats de la section précédente (cas particuliers non
triviaux), on peut en conclure à ce stade que le théorème de Wick est vérifié pour tout produit d'opérateurs référant à un même état, quel que soit l'ordre dans lequel ces opérateurs sont considérés dans le produit.

### Produits d'opérateursbi(+){\displaystyle b_{i}^{(+)}}se référant à des étatsi{\displaystyle i}différents
Dans cette section, les indices caractérisent les états créés ou annihilés par les opérateurs {\displaystyle b_{i}^{(+)}}. Quel que soit l'état {\displaystyle i}, on a alors en appliquant les résultats de la partie précédente que le théorème de Wick est vérifié pour tous les ordres pour un opérateur du type {\displaystyle b_{i}b_{i}...b_{i}^{+}}. En particulier, on a :
{\displaystyle \left\langle (b_{i}^{+}b_{i})^{p_{i}}\right\rangle _{H}}
{\displaystyle =\left\langle (b_{i}^{+}b_{i})^{p_{i}}\right\rangle _{H_{i}}={\frac {Tr\left[(b_{i}^{+}b_{i})^{p_{i}}e^{-\beta H_{i}}\right]}{Tr\left[e^{-\beta H_{i}}\right]}}}
{\displaystyle =\sum \left(\pm 1\right)^{P(\sigma _{2p_{i}})}\left\langle ,\right\rangle _{H}...\left\langle ,\right\rangle _{H}...\left\langle ,\right\rangle _{H}},
et donc
{\displaystyle {\frac {\sum \limits _{n_{i}}(b_{i}^{+}b_{i})^{p_{i}}e^{-\beta \varepsilon _{i}n_{i}}}{\sum \limits _{n_{i}}e^{-\beta \varepsilon _{i}n_{i}}}}}
{\displaystyle =\sum \left(\pm 1\right)^{P(\sigma _{2p_{i}})}\left\langle ,\right\rangle _{H}...\left\langle ,\right\rangle _{H}...\left\langle ,\right\rangle _{H},},
où chaque terme de la somme au second membre est un produit de {\displaystyle p_{i}} facteurs qui sont chacun des moyennes d'un produit de deux opérateurs, et où la somme porte sur toutes les paires que l'on peut réaliser
avec les {\displaystyle 2p_{i}} opérateurs création et annihilation dans l'état {\displaystyle i}. On écrit alors cette relation pour tous les états individuels {\displaystyle i}, en considérant des puissances {\displaystyle p_{i}} arbitraires, et on multiplie ces {\displaystyle N} equations membre à membre :
{\displaystyle \prod \limits _{i=1}^{N}{\frac {\sum \limits _{n_{i}}(b_{i}^{+}b_{i})^{p_{i}}e^{-\beta \varepsilon _{i}n_{i}}}{\sum \limits _{n_{i}}e^{-\beta \varepsilon _{i}n_{i}}}}=\prod \limits _{i=1}^{N}\sum \left(\pm 1\right)^{P(\sigma _{2p_{i}})}\left\langle ,\right\rangle _{H}...\left\langle ,\right\rangle _{H}...\left\langle ,\right\rangle _{H}}
Le premier membre se simplifie comme suit :
{\displaystyle \prod \limits _{i=1}^{N}{\frac {\sum \limits _{n_{i}}(b_{i}^{+}b_{i})^{p_{i}}e^{-\beta \varepsilon _{i}n_{i}}}{\sum \limits _{n_{i}}e^{-\beta \varepsilon _{i}n_{i}}}}}
{\displaystyle ={\frac {\sum \limits _{n_{1}}\sum \limits _{n_{2}}...\sum \limits _{n_{N}}\prod \limits _{i=1}^{N}\left[(b_{i}^{+}b_{i})^{p_{i}}e^{-\beta \varepsilon _{i}n_{i}}\right]}{\sum \limits _{n_{1}}\sum \limits _{n_{2}}...\sum \limits _{n_{N}}\prod \limits _{i=1}^{N}\left[e^{-\beta \varepsilon _{i}n_{i}}\right]}}}
{\displaystyle ={\frac {\sum \limits _{n_{1}}\sum \limits _{n_{2}}...\sum \limits _{n_{N}}\left[\prod \limits _{i=1}^{N}(b_{i}^{+}b_{i})^{p_{i}}\right]e^{-\beta H}}{\sum \limits _{n_{1}}\sum \limits _{n_{2}}...\sum \limits _{n_{N}}e^{-\beta H}}}}
{\displaystyle ={\frac {Tr\left[\left[\prod \limits _{i=1}^{N}(b_{i}^{+}b_{i})^{p_{i}}\right]e^{-\beta H}\right]}{Tr\left[e^{-\beta H}\right]}}}
{\displaystyle =\left\langle \prod \limits _{i=1}^{N}(b_{i}^{+}b_{i})^{p_{i}}\right\rangle _{H}},
qui est la moyenne d'un produit de {\displaystyle 2(p_{1}+p_{2}...+p_{N})=2m} opérateurs. Au second membre, on a :
{\displaystyle \prod \limits _{i=1}^{N}\sum \left(\pm 1\right)^{P(\sigma _{2p_{i}})}\left\langle ,\right\rangle _{H}...\left\langle ,\right\rangle _{H}...\left\langle ,\right\rangle _{H}=\sum _{pairesdeb_{1}^{+},b_{1}}\sum _{pairesdeb_{2}^{+},b_{2}}...\sum _{pairesdeb_{N}^{+},b_{N}}\left(\pm 1\right)^{\sum \limits _{i}P(\sigma _{2p_{i}})}P}
où {\displaystyle P} est un produit de {\displaystyle (p_{1}+p_{2}...+p_{N})=m} moyennes de deux opérateurs (ce qui est déjà bon signe !). Les sommes portent sur toutes les paires qu'on peut faire au sein d'une même "famille" d'opérateurs (des {\displaystyle b_{i}} et {\displaystyle b_{i}^{+}} sur le même état). Or ce sont les seules paires qui contribuent, les autres paires (mettant en jeu des opérateurs de famille différente) donnant une valeur moyenne
nulle pour le produit (voir démonstration sur les cas triviaux du théorème). On peut donc étendre la somme sur toutes les paires mélangeant les familles d'opérateurs, sans la changer. Pour ces termes nuls qu'on rajoute, on peut choisir le signe {\displaystyle \left(\pm 1\right)^{P(\sigma )}} de manière qu'il soit cohérent avec la formule de Wick. Il reste donc à vérifier que le signe convient pour des paires qui donnent un résultat non nul. Toute permutation partant de l'ordre {\displaystyle \prod \limits _{i=1}^{N}(b_{i}^{+}b_{i})^{p_{i}}} ,
pour conduire à un terme non trivial pour la somme, est une permutation qui laisse ensemble les opérateurs de même « famille ». Elle peut donc se décomposer en une suite de permutations au sein même de chaque famille, et sa parité totale sera la somme des parités des permutations au sein de chaque famille.\ Par conséquent, le facteur de signe {\displaystyle \left(\pm 1\right)^{\sum \limits _{i}P(\sigma _{2p_{i}})}} qui intervient dans la somme précédente est le même que celui qui intervient dans la formule de Wick.
Par conséquent le théorème est vérifié pour les opérateurs de forme {\displaystyle \prod \limits _{i=1}^{N}(b_{i}^{+}b_{i})^{p_{i}}}.

### Changement d'ordre dans les produits avec plusieurs familles d'opérateurs
La section précédente nous a permis de démontrer que le théorème de Wick est vérifié pour les produits du type {\displaystyle \prod \limits _{i=1}^{N}(b_{i}^{+}b_{i})^{p_{i}}}, pour des puissances {\displaystyle p_{i}} arbitraires. Si l'on veut montrer le théorème pour toutes les formes non triviales de produits d'opérateurs (donc possédant le
même nombre d'opérateurs création annihilation pour chaque état {\displaystyle i}), il suffit alors de partir de la forme avec un ordre particulier {\displaystyle \prod \limits _{i=1}^{N}(b_{i}^{+}b_{i})^{p_{i}}}, et d'effectuer des permutations. La procédure est exactement la même que pour les permutations dans le cas d'opérateurs de la même famille, donc référant au même état, dans la mesure ou, à chaque permutation, il n'y a toujours que deux situations possibles : soit les opérateurs que l'on permute commutent ou anticommutent, soit le commutateur ou
anticommutateur est non nul et dans ce cas la procédure fait apparaître un ordre quelconque d'un produit avec deux opérateurs de moins. On procède alors par récurrence, comme on a fait précédemment, en remarquant que {\displaystyle \prod \limits _{i=1}^{N}(b_{i}^{+}b_{i})^{p_{i}}=1} si tous les {\displaystyle p_{i}} sont nuls, quel que soit l'ordre dans lequel les opérateurs sont considérés (et du coup le théorème est vérifié), et que {\displaystyle \prod \limits _{i=1}^{N}(b_{i}^{+}b_{i})^{p_{i}}=\sum \left(\pm 1\right)^{P(\sigma )}\left\langle ,\right\rangle _{H}...\left\langle ,\right\rangle _{H}...\left\langle ,\right\rangle _{H}} si chaque {\displaystyle p_{i}} est soit 1 soit 0, car dans ce cas il n'y a qu'une répartition en paires qui soit non triviale, et qui plus est ne demande aucune permutation (donc coefficient 1), et c'est {\displaystyle \prod \limits _{i=1}^{N}(b_{i}^{+}b_{i})^{p_{i}}}.

## Conclusion
Le théorème de Wick est trivial pour les cas où les opérateurs création annihilation ne sont pas exactement au même nombre dans le produit d'opérateurs {\displaystyle b_{i}^{(+)}} dont on cherche à calculer la moyenne. Il donne 0=0.
Dans le cas contraire, où l'opérateur produit conserve le nombre de particules dans chaque état, le théorème de Wick est vérifié quel que soit l'ordre et le choix des opérateurs {\displaystyle b_{i}^{(+)}} de Bogoliubov, et la taille de la séquence (voir résultat section précédente). Enfin, le théorème de Wick est linéaire.
En reconsidérant le problème initial, ou l'on avait à montrer le théorème pour la moyenne {\displaystyle \left\langle A_{1}...A_{m}\right\rangle }, où chaque {\displaystyle A_{j}} est combinaison linéaire des opérateurs de création annihilation {\displaystyle a_{i}^{(+)}} qui ne diagonalisent pas forcément le hamiltonien, on voit alors que {\displaystyle \left\langle A_{1}...A_{m}\right\rangle } peut être transformé en une combinaison de termes {\displaystyle \left\langle B_{1}...B_{m}\right\rangle } où chaque {\displaystyle B_{j}} est exactement l'un des {\displaystyle b_{i}^{(+)}} ou des {\displaystyle b_{i}^{(+)}}, pour lesquels donc le théorème s'applique. Par linéarité, on en déduit que le théorème s'applique pour toute moyenne {\displaystyle \left\langle A_{1}...A_{m}\right\rangle }.